# Saint-Georges-du-Bois, Maine-et-Loire
Saint-Georges-du-Bois là một xã thuộc tỉnh Maine-et-Loire trong vùng Pays de la Loire phía tây nước Pháp. Xã này nằm ở khu vực có độ cao trung bình 26 mét trên mực nước biển.